# Хокей на траві на літніх Олімпійських іграх 1932
Змагання з хокею на траві на літніх Олімпійських іграх 1932 в Лос-Анджелесі тривали з 4 по 11 серпня в Лос-Анджелес Меморіал Колізеум. 3 чоловічі збірні розіграли 1 комплект нагород.

## Медалісти
| Золото | Срібло | Бронза |
| Індія (IND) Річард Аллен Мугаммад Аслам Лал Шаг Бохарі (капітан) Френк Брюїн Річард Карр Дгіан Чанд Леслі Гаммонд Артур Гінд Саєд Джаффар Масуд Мінгас Брум Пінніджер Ґурміт Сінґг Куллар Руп Сінґг Вільям Салліван Карлайл Тапселл | Японія (JPN) Шюнкічі Хамада Джюндзо Інохара Садайоші Кобаяші Харухіко Кон Кен'їчі Коніші Хіроші Наґата Ейїчі Накамура Йошіо Сакаї Кацумі Шібата Акіо Сода Тошіо Усамі | США (USA) Вільям Боддінґтон Гаролд Брюстер Рой Коффін Емос Дікон Горас Дісстон Семюел Юїнґ Джеймс Джентл Генрі Ґрір Лоуренс Напп Девід Мак-Маллін Леонард О'Браєн Чарлз Шиффер Фредерік Волтерс Воррен Інґерсолл |

## Результати

### Розподіл місць

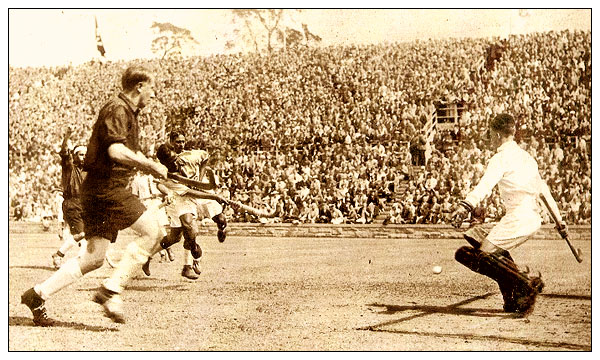
Матч між збірними Індії та США

| Поз | Команда | І | В | Н | П | ГЗ | ГП | РГ  | О |
| --- | ------- | - | - | - | - | -- | -- | --- | - |
| 1   | Індія   | 2 | 2 | 0 | 0 | 35 | 2  | +33 | 2 |
| 2   | Японія  | 2 | 1 | 0 | 1 | 10 | 13 | −3  | 1 |
| 3   | США (H) | 2 | 0 | 0 | 2 | 3  | 33 | −30 | 0 |

### Матчі
| 4 серпня 1932 10:00                                                         |        |            |  |
| Індія                                                                       | 11–1   | Японія     |  |
| Руп Сінґг 5', ?', ?' · Карр ?' · Куллар 37', ?', 65' · Чанд 38', ?', ?', ?' | Report | Інохара ?' |  |

| 8 серпня 1932 14:30                                           |        |                           |  |
| Японія                                                        | 9–2    | США                       |  |
| Коніші 6', ?' · Інохара ?', 34', ?', ?' · Наґата ?', ?', ?' · | Report | Мак-Маллін ?' · Шиффер ?' |  |

| 11 серпня 1932 14:30 |        |               |  |
| Індія | 24–1   | США           |  |
| Чанд ?', ?', ?', ?', ?', ?', ?', ?' · Руп Сінґг ?', ?', ?', ?', ?', ?', ?', ?', ?', ?' · Куллар ?', ?', ?', ?', ?' · Пінніджер ?' | Report | Боддінґтон ?' |  |